# Actinidia trichogyna
Actinidia trichogyna är en tvåhjärtbladig växtart som beskrevs av Adrien René Franchet. Actinidia trichogyna ingår i släktet aktinidiasläktet, och familjen Actinidiaceae. Inga underarter finns listade i Catalogue of Life.